# Đảng Cộng hòa Liên bang Las Villas
Đảng Cộng hòa Liên bang Las Villas (tiếng Tây Ban Nha: Partido Republicano Federal de Las Villas) là một chính đảng ở tỉnh Las Villas, Cuba. Đảng này được thống đốc tỉnh José Miguel Gómez và Carlos Mendieta y Montefur thành lập vào năm 1899. Pelayo García Santiago là chủ tịch đảng. Các đảng viên nổi bật bao gồm Tướng José B. Alemán, Tiến sĩ Rafael Martínez Ortíz, Tướng José de J. Monteagudo, José Manuel Berenguer, Francisco López Leyva, Lic. Benito Besada, José L. Robau, Eduardo Domínguez, Tiến sĩ Orestes Ferrara và Enrique Villuendas.